# Cayo Veturio Cicurino
Cayo o Gayo Veturio Cicurino  fue un político y militar romano del siglo V a. C., cónsul en el año 455 a. C. con Tito Romilio Roco Vaticano.
Luchó con su colega contra de los ecuos. Derrotaron al enemigo y adquirieron un inmenso botín que, sin embargo, no lo distribuyeron entre los soldados. En consecuencia, fueron sometidos a juicio al año siguiente acusados por Lucio Alieno, el edil plebeyo. Fueron condenados a pagar una multa de quince mil ases.
Posteriormente Veturio fue elegido augur en 453 a. C.